# トマ・バシッチ
トマ・バシッチ（Toma Bašić、1996年11月25日 - ）は、クロアチア・ザグレブ出身のサッカー選手。セリエA・USサレルニターナ1919所属。ポジションはMF。

## クラブ経歴

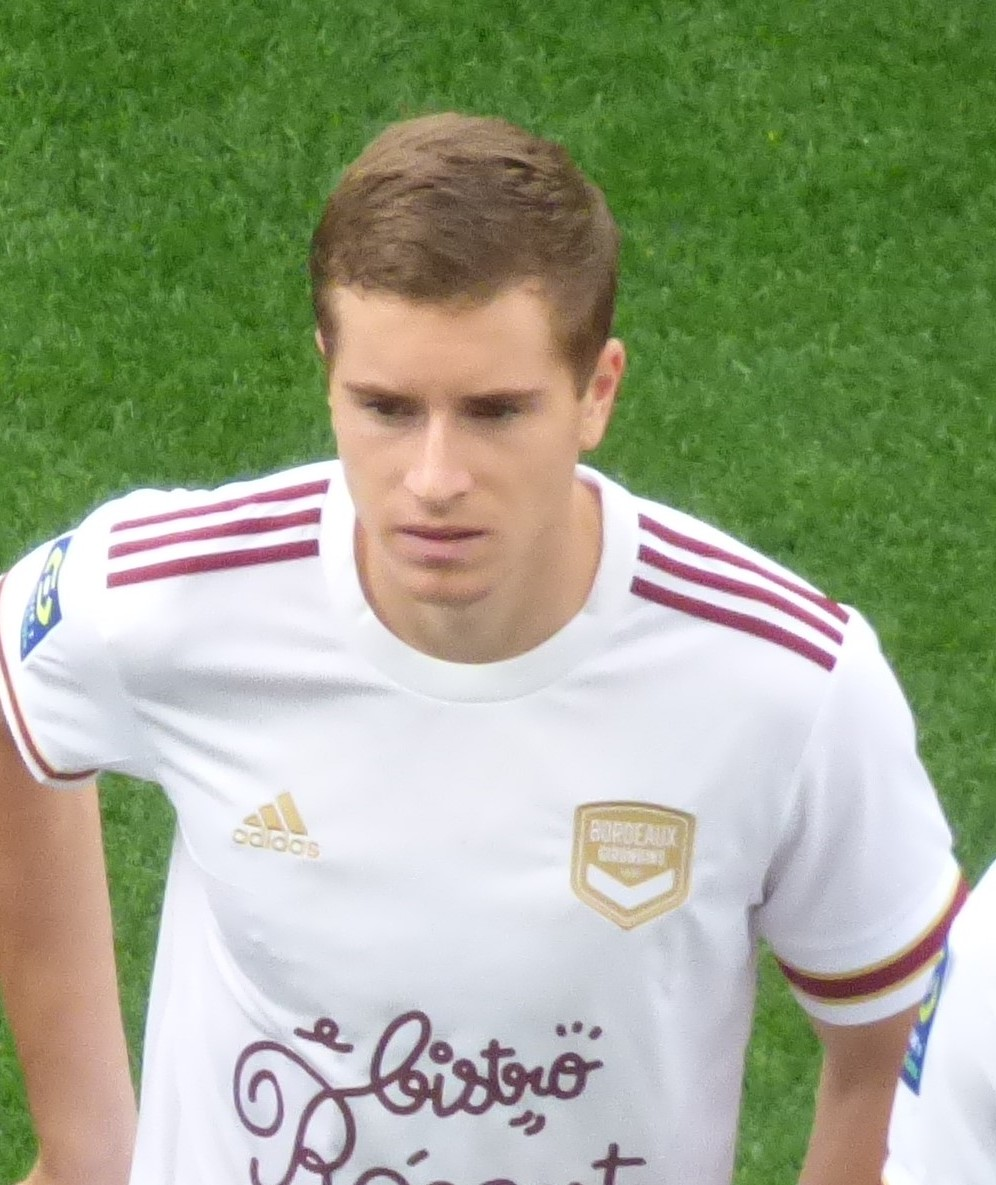
ボルドーでのバシッチ（2020年）

2014-15シーズン、ルデシュでプロデビュー。
2018年8月、ボルドーに4年契約で移籍した。
2023年6月27日、イタリア政府とイタリアサッカー連盟が主導して決定した反ユダヤ主義対策の取り組み合意書が署名され、ヒトラー礼賛で使われる88を背番号としたユニフォーム着用が禁止されることが決まり、バシッチの背番号88も該当することとなった。
2024年1月17日、USサレルニターナ1919へのレンタル移籍が発表された。

## 代表経歴
2020年11月11日、トルコ代表との親善試合でA代表初出場。